# Woo Sang-il
Woo Sang-il (* 23. März 1969) ist ein südkoreanischer Fußballschiedsrichter. Er ist seit 2008 K-League-Schiedsrichter und pfeift Spiele der K League Classic und der K League Challenge.